# Тернер, Мэтт
Мэ́ттью Ча́рлз Те́рнер (англ. Matthew Charles Turner; 24 июня 1994, Парк-Ридж, Нью-Джерси, США) — американский футболист, вратарь клуба «Ноттингем Форест» и сборной США. Выступает на правах аренды за клуб «Кристал Пэлас».

## Биография

### Молодёжная карьера
В 2012—2015 годах Тернер обучался в Фэрфилдском университете по специальности «Финансы» и играл за университетскую футбольную команду «Фэрфилд Стагс» в Национальной ассоциации студенческого спорта.
В 2014 и 2015 годах также выступал в Премьер-лиге развития за клуб «Джерси Экспресс».

### Клубная карьера
Тернер был доступен на Супердрафте MLS 2016, но остался невыбранным.
3 марта 2016 года Тернер подписал контракт с клубом MLS «Нью-Инглэнд Революшн» после успешного просмотра на предсезонном сборе.
29 апреля 2016 года он отправился в аренду в клуб USL «Ричмонд Кикерс», и его профессиональный дебют состоялся на следующий день в матче против «Торонто II». В апреле 2017 года он вернулся в аренду в «Ричмонд Кикерс».
Перед сезоном 2018 Тернер, до этого являвшийся третьим голкипером «Нью-Инглэнд Революшн», выиграл конкуренцию за место основного вратаря клуба у Коди Кроппера и Брэда Найтона, и в MLS дебютировал 3 марта 2018 года в матче стартового тура сезона против «Филадельфии Юнион». 21 августа 2019 года Тернер подписал новый многолетний контракт с «Нью-Инглэнд Революшн». По итогам сезона 2020 он занял второе место в голосовании на звание вратаря года в MLS, уступив Андре Блейку, а болельщики «Нью-Инглэнд Революшн» признали его самым ценным игроком команды. 19 января 2021 года Тернер подписал с «Нью-Инглэнд Революшн» новый контракт. 19 июня 2021 года в матче против «Нью-Йорк Сити» совершил семь сэйвов, в том числе отразил пенальти, за что был назван игроком недели в MLS. 25 августа 2021 года в Матче всех звёзд MLS против звёзд Лиги MX был назван самым ценным игроком, после того как отбил два пенальти в послематчевой серии. По итогам сезона 2021 удостоился звания вратаря года в MLS и был включён в символическую сборную MLS.
11 февраля 2022 года было объявлено о переходе Тернера в клуб английской Премьер-лиги «Арсенал» летом 2022 года. По сведениям инсайдера Фабрицио Романо трансфер обошёлся «Арсеналу» в $6,7 млн с возможной доплатой ещё $3 млн в виде бонусов, кроме этого «Нью-Инглэнд Революшн» полагается 10 % от суммы последующей продажи игрока. 27 июня 2022 года «Арсенал» официально объявил о подписании долгосрочного контракта с Тернером. За «Арсенал» он дебютировал 8 сентября 2022 года в матче группового этапа Лиги Европы УЕФА 2022/23 против швейцарского «Цюриха».
9 августа 2023 года Тернер перешёл в «Ноттингем Форест», подписав с клубом четырёхлетний контракт, до лета 2027 года. По сведениям прессы стоимость трансфера составила £10 млн ($12,75 млн). За «Форест» и в Премьер-лиге он дебютировал 12 августа в матче стартового тура сезона 2023/24 против своего бывшего клуба «Арсенал».
30 августа 2024 года Тернер отправился в аренду в «Кристал Пэлас» до конца сезона 2024/25.

### Международная карьера
11 ноября 2019 года Тернер был вызван в сборную США на матчи Лиги наций КОНКАКАФ 2019/20 против сборных Канады и Кубы, но в обоих матчах, состоявшихся 15 и 19 ноября, остался на скамейке запасных.
За звёздно-полосатую дружину Тернер дебютировал 31 января 2021 года в товарищеском матче со сборной Тринидада и Тобаго, в котором оставил свои ворота в неприкосновенности, отбив пенальти от Элвина Джонса.
Был включён в состав сборной на Золотой кубок КОНКАКАФ 2021. На кубке играл во всех шести матчах звёздно-полосатых, и в пяти из них не пропускал, в том числе в финале против сборной Мексики, за что был назван лучшим вратарём и попал в символическую сборную турнира.
По итогам 2021 года Тернер номинировался на звание футболиста года в США.
Был включён в состав сборной на чемпионат мира 2022.
Оставив свои ворота в неприкосновенности в обоих матчах финала четырёх Лиги наций КОНКАКАФ 2022/23, был назван лучшим вратарём турнира и попал в символическую сборную финала турнира.
Был включён в состав сборной на Золотой кубок КОНКАКАФ 2023.
В двух из четырёх матчей финальной стадии Лиги наций КОНКАКАФ 2023/24, в том числе в финале против Мексики, оставил свои ворота в неприкосновенности, за что был назван лучшим вратарём турнира.
Был включён в состав сборной на Кубок Америки 2024.

### Личная информация
Отец Тернера — еврей, а мать — католичка. В 2020 году Тернер получил литовский паспорт, который стал доступен для него через прабабушку, эмигрировавшую из Литвы во время Второй мировой войны.

## Достижения

### Командные достижения
«Нью-Инглэнд Революшн»
- Победитель регулярного чемпионата MLS: 2021

«Арсенал»
- Обладатель Суперкубка Англии: 2023

«Кристал Пэлас»
- Обладатель Кубка Англии: 2024/25

Сборная США
- Победитель Золотого кубка КОНКАКАФ: 2021
- Победитель Лиги наций КОНКАКАФ: 2022/23, 2023/24

### Личные достижения
- Вратарь года в MLS: 2021
- Член символической сборной MLS: 2021
- Участник Матча всех звёзд MLS: 2021
- Самый ценный игрок Матча всех звёзд MLS: 2021
- Лучший вратарь Золотого кубка КОНКАКАФ: 2021
- Член символической сборной Золотого кубка КОНКАКАФ: 2021
- Лучший вратарь Лиги наций КОНКАКАФ: 2022/23, 2023/24
- Член символической сборной финальной стадии Лиги наций КОНКАКАФ: 2022/23

## Статистика выступлений

### Клубная статистика
| Выступление             | Выступление      | Выступление      | Лига | Лига | Кубок | Кубок | Континент | Континент | Прочие | Прочие | Итого | Итого |
| Клуб                    | Лига             | Сезон            | Игры | Голы | Игры  | Голы  | Игры      | Голы      | Игры   | Голы   | Игры  | Голы  |
| ----------------------- | ---------------- | ---------------- | ---- | ---- | ----- | ----- | --------- | --------- | ------ | ------ | ----- | ----- |
| Нью-Инглэнд Революшн    | MLS              | 2016             | 0    | 0    | 0     | 0     | —         | —         | —      | —      | 0     | 0     |
| Нью-Инглэнд Революшн    | MLS              | 2017             | 0    | 0    | 0     | 0     | —         | —         | —      | —      | 0     | 0     |
| Нью-Инглэнд Революшн    | MLS              | 2018             | 27   | -42  | 0     | 0     | —         | —         | —      | —      | 27    | -42   |
| Нью-Инглэнд Революшн    | MLS              | 2019             | 20   | -27  | 2     | -4    | —         | —         | 1      | -1     | 23    | -32   |
| Нью-Инглэнд Революшн    | MLS              | 2020             | 22   | -24  | —     | —     | —         | —         | 5      | -4     | 27    | -28   |
| Нью-Инглэнд Революшн    | MLS              | 2021             | 28   | -35  | —     | —     | —         | —         | 1      | -2     | 29    | -37   |
| Нью-Инглэнд Революшн    | MLS              | 2022             | 5    | -7   | 0     | 0     | 0         | 0         | —      | —      | 5     | -7    |
| Нью-Инглэнд Революшн    | Итого            | Итого            | 102  | -135 | 2     | -4    | 0         | 0         | 7      | -7     | 111   | -146  |
| Ричмонд Кикерс (аренда) | USL              | 2016             | 7    | -3   | —     | —     | —         | —         | —      | —      | 7     | -3    |
| Ричмонд Кикерс (аренда) | USL              | 2017             | 20   | -24  | —     | —     | —         | —         | —      | —      | 20    | -24   |
| Ричмонд Кикерс (аренда) | Итого            | Итого            | 27   | -27  | —     | —     | —         | —         | —      | —      | 27    | -27   |
| Арсенал                 | Премьер-лига     | 2022/23          | 0    | 0    | 2     | -1    | 5         | -3        | 0      | 0      | 7     | -4    |
| Ноттингем Форест        | Премьер-лига     | 2023/24          | 17   | -28  | 3     | -2    | —         | —         | 1      | -1     | 21    | -31   |
| Ноттингем Форест        | Премьер-лига     | 2024/25          | 0    | 0    | —     | —     | —         | —         | 0      | 0      | 0     | 0     |
| Ноттингем Форест        | Итого            | Итого            | 17   | -28  | 3     | -2    | —         | —         | 1      | -1     | 21    | -31   |
| Кристал Пэлас (аренда)  | Премьер-лига     | 2024/25          | 0    | 0    | —     | —     | —         | —         | 0      | 0      | 0     | 0     |
| Всего за карьеру        | Всего за карьеру | Всего за карьеру | 146  | -190 | 7     | -7    | 5         | -3        | 8      | -8     | 166   | -208  |

### Международная статистика
| Команда | Год   | Игры | ГП |
| ------- | ----- | ---- | -- |
| США     |       |      |    |
| 2021    | 13    | 4    |    |
| 2022    | 11    | 8    |    |
| 2023    | 13    | 10   |    |
| 2024    | 8     | 10   |    |
| Всего   | Всего | 45   | 32 |